# بداغ (سرده)
بداغ یا هفت‌کول (نام علمی: Viburnum) نام سردهای است که شامل ۱۵۰ تا ۱۷۵ گونه از درختچه‌ها و گونه‌های اندکی از درختان کوچک می‌شود. این سرده از خانوادهٔ هفت‌کولان است. طبقه‌بندی کنونی این سرده بر پایهٔ فیلوژنتیک ملکولی است. این سرده قبلاً در خانوادهٔ آقطیان طبقه‌بندی می‌شد.
گونه‌های این سرده بومی نواحی معتدل نیمکرهٔ شمالی هستند. البته تعداد اندکی از گونه‌های این سرده در روسیه، جنوب شرقی آسیا و مناطق کوهستانی نقاط گرمسیر در آمریکای جنوبی می‌رویند. در آفریقا گونه‌های این سرده محدود به مناطق کوه‌های اطلس می‌شود.
برگ‌های گونه‌های آن رو به روی هم، ساده، دندانه تر یا لبه دار است. گونه‌هایی که در مناطق معتدل خنک می‌رویند خزان پذیر هستند، ولی بیشتر گونه‌های معتدل گرم همیشه‌سبز هستند. برگ‌ها و جوانه‌های برخی از گونه‌ها مخملی است.